# Yūji Iwahara
Yūji Iwahara (岩原 裕二?, Iwahara Yūji; Memanbetsu, ...) è un fumettista giapponese, conosciuto soprattutto per i suoi manga seinen King Of Thorn e Dimension W..

## Biografia
Dopo essersi diplomato ad una scuola d'arte, iniziò a lavorare per Hudson Soft come grafico e illustratore per videogiochi come Mega Bomberman e Kishin Dōji Zenki FX: Vajra Fight. Fece il proprio debutto come fumettista nel 1994 sulla rivista Afternoon con una storia che si aggiudicò la vittoria nell'edizione autunnale del premio Four Season del periodico. Nel 1999 realizzò un manga ispirato al videogioco Koudelka, mentre nel 2001 si occupò di Earth Cape Misaki e uscì L'occhio del lupo, contenente una raccolta di storie brevi. Nel 2002 pubblicò King of Thorn che riscosse un notevole successo e fu adattato in un film sette anni dopo. Nel 2006 pubblicò Cat Paradise, mentre nel 2009 lavorò a un fumetto sequel alla serie animata Darker than Black. Nel 2011, la casa editrice Square Enix iniziò la serializzazione del suo Dimension W, opera che ha riscontrato un notevole successo e che ha ricevuto un adattamento a serie anime nel 2016. 
Nel 2020 inizia la serializzazione di Clevatess, nuovo manga dell'autore. Nel 2021 si occupa del Character Design dell'anime Sakugan, e sempre nello stesso anno si occupa della sceneggiatura della versione a fumetti. 

## Opere
- Koudelka (1999)
- Earth Cape Misaki (2001)
- L'occhio del lupo (2001)
- King of Thorn (2002)
- Cat Paradise (2006)
- Darker Than Black (2009)
- Dimension W (2011 - 2019)
- Clevatess (2020 - in corso)
- Sakugan (2020 - in corso)